# Championnat d'Europe de vol libre
Les Championnats d'Europe de vol libre sont des compétitions internationales de vol libre organisées tous les deux ans (en alternance avec les championnats du monde) par la Fédération aéronautique internationale. Il regroupe plusieurs disciplines et catégories

## Aile Delta Cross country
| Année | Vainqueur              | Vice                 | 3°                     | Lieu                                      |
| ----- | ---------------------- | -------------------- | ---------------------- | ----------------------------------------- |
| 1977  | Gérard Thevenot        | Pierre Germaine      | Michael de Glanville   | Kössen Autriche Championnat du monde Open |
| 1980  | Gérard Thevenot        | Walter Schonauer     | Graham Hobson          | Kössen Autriche Championnat du monde Open |
| 1982  | Anthony Hughes         | Graham Hobson        | Robert Bailey          | Millau, France                            |
| 1984  | Anthony Hughes         | Josef Guggenmos      | Pierre Girardet        | Vôgô Norvège                              |
| 1986  | John Pendry            | Robert Calvert       | Gérard Thevenot        | Gyöngyös Hongrie                          |
| 1988  | John Pendry            | Bruce Goldsmith      | Jess Flynn             | Alpago Italie                             |
| 1990  | John Pendry            | Manfred Ruhmer       | Robert Whittall        | Kranjska Gora Yougoslavie                 |
| 1992  | John Pendry            | Thomas Suchanek      | Jens Krotseng          | Governador Valadares, Brésil              |
| 1994  | Thomas Suchanek        | Manfred Ruhmer       | John Pendry            | Laragne, France                           |
| 1996  | Thomas Suchanek        | Manfred Ruhmer       | Guido Gehrmann         | Dunaùjvaros, Hongrie                      |
| 1998  | Manfred Ruhmer         | Guido Gehrmann       | Christian Ciech        | Podbresova, Slovaquie                     |
| 2000  | Manfred Ruhmer         | Robert Reisinger     | Oleg Bondarchuk        | Innsbruck, Autriche                       |
| 2002  | Manfred Ruhmer         | Guido Gehrmann       | Antoine Boisselier     | Bled, Slovénie                            |
| 2004  | Manfred Ruhmer         | Alessandro Ploner    | Mario Alonzi           | Millau, France                            |
| 2006  | Michael Friesenbichler | Oleg Bondarchuk      | Primoz Gricar          | Opatija, Croatie                          |
| 2008  | Elio Cataldi           | Thomas Weissenberger | Michael Friesenbichler | Greiffenburg Autriche                     |
| 2010  | Gerolf Heinrichs       | Thomas Weissenberger | Attila Bertok          | Ager, Espagne                             |
| 2012  | Alessandro Ploner      | Dan Vyhnalik         | Primoz Gricar          | Kayseri, Turquie                          |

## Sources
- http://www.fai.org/civl-events/civl-champions/161-civl/35700-fai-champions-of-the-past-hang-gliding-class-1#european